# Medicina en los sellos postales

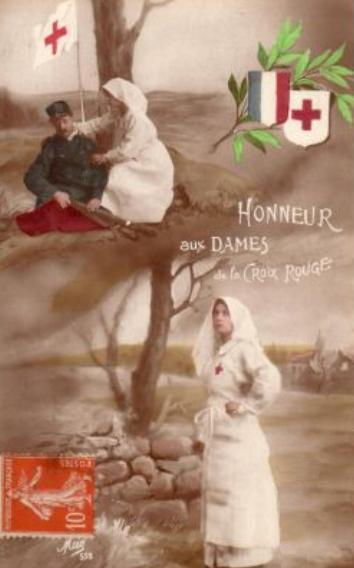
Tarjeta postal francesa de 1915

Entre la temática de los coleccionistas filatélicos se encuentra la 'medicina en los sellos postales, en los que se plasman escenas de médicos, control de enfermedades, establecimientos y organizaciones médicas, reuniones y congresos internacionales y de la salud pública, etc.

## Publicaciones
En 1978 la editorial soviética “Svyaz” (del ruso: 'Связь') lanza el libro “Medicina en los sellos postales”. Su autor fue doctorado de ciencias médicas, profesor 0. Ye. Chernetski. En el libro se describe el material filatélico sobre la historia de la medicina, aparición y desarrollo de la terapéutica, cirugía, enfermedades infecciosas y parasitarias, biomedicina aeroespacial, el desarrollo de la colaboración internacional en el área de medicina, la actividad de la Organización Mundial de la Salud y de la Cruz Roja Internacional. Interesantemente el capítulo “Médicos fuera de la medicina y los médicos no están en la medicina”.
En RDA la editora “Volk und Gesundheit” ("Pueblo y salud") en 1968 publicaba el libro “Medizin und Philatelie” ("Medicina y filatelia") de Gerd Scharfenberg, en que el capítulo dedicado a los reconocidos fisiólogos rusos.
En el Estados Unidos durante varias décadas la revista “Scalpel and tongs: American journal of medical philately” (“Escalpelo y pinzas: revista americana de filatelia médica”).

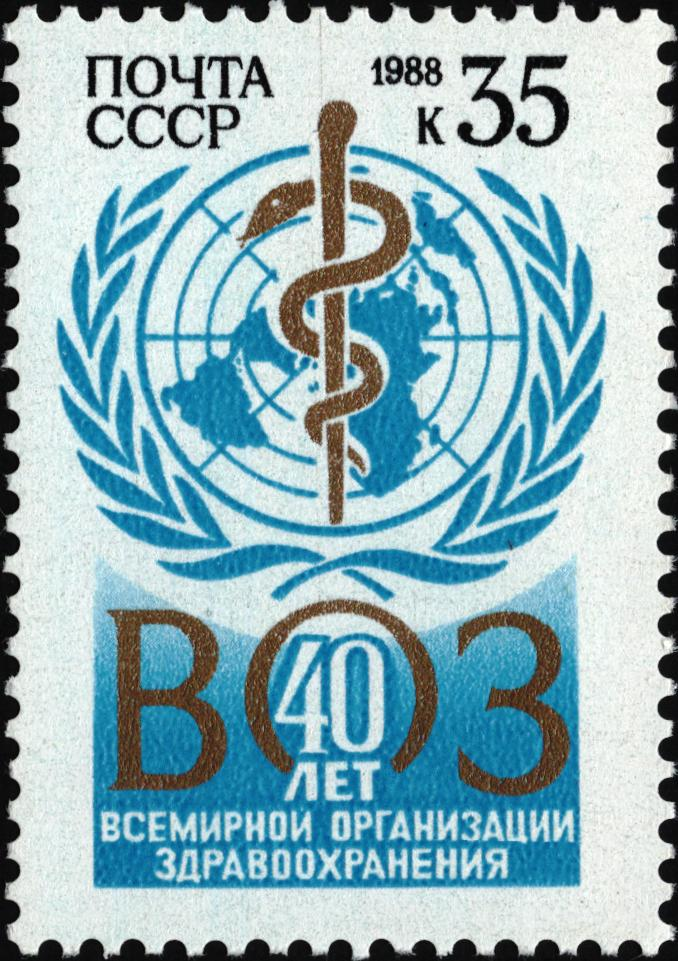
Organización Mundial de la Salud. URSS, 1988
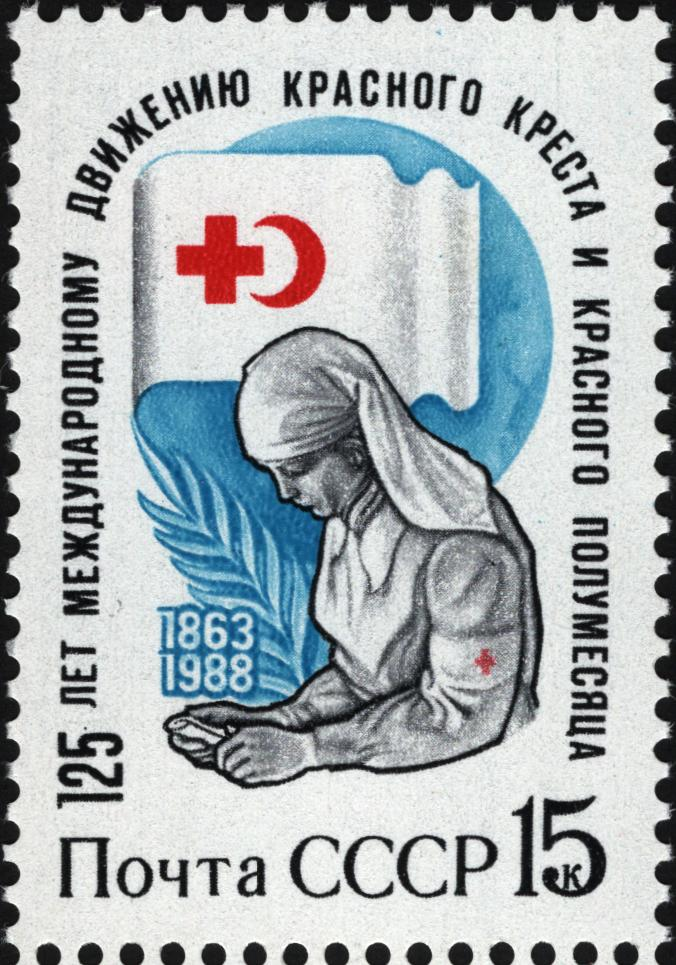
125 º aniversario de la Cruz Roja. Estampilla de la URSS de 1988